# Маєток з привидами
«Маєток із привидами» (англ. Haunted Mansion) — американська комедія жахів, знята Джастіном Сім'єном за сценарієм Кеті Діппольд, у головних ролях Розаріо Довсон, Чейз В. Діллон, Лейкіт Стенфілд, Оуен Вілсон, Тіффані Геддіш, Вайнона Райдер, Ден Леві, Хасан Мінхаж, Денні Девіто, Джаред Лето та Джеймі Лі Кертіс. Цей фільм, створений компанією Walt Disney Pictures, є другою театральною екранізацією однойменного атракціону Волта Діснея після фільму 2003 року.
Плани щодо перезапуску адаптації на основі «Маєтку з привидами» почалися в липні 2010 року, коли Ґільєрмо дель Торо, який мав намір писати сценарії та продюсувати, заявив, що дія проєкту відбуватиметься у вигаданій реальності, а не в реальному світі. Дель Торо пішов з посади директора проєкту в липні 2013 року. Провівши роки в пеклі розробки, Дісней офіційно анонсував «Маєток із привидами» в серпні 2020 року, а Діппольд підписала новий сценарій до фільму. Сім'єн домовився про постановку фільму до квітня 2021 року, а через три місяці його офіційно підтвердили. Основний акторський склад був підтверджений з липня по жовтень, тоді як додатковий акторський склад був оголошений наступного року. Основні фотозйомки розпочалися з середини жовтня 2021 року до кінця лютого 2022 року.
Прем'єра «Маєтку з привидами» відбулась 28 липня 2023 року.

## Сюжет
Мама-одиначка Габбі та її 9-річний син, які хочуть почати нове життя, переїжджають у дивно доступний особняк у Новому Орлеані, але виявляють, що це місце набагато більше, ніж вони очікували. Відчайдушно потребуючи допомоги, вони зв'язуються зі священником, який, своєю чергою, заручається допомогою команди, яка складається з овдовілого вченого, який став невдахою, експерта з паранормальних явищ, екстрасенса з Французького кварталу та пустуючого історика, щоб допомогти вигнати особняк і знищити його. привидів навколо них, щоб перешкодити їм втекти та вбити їх.

## Актори
- Лейкіт Стенфілд[2] у ролі Бена Матіаса, експерта з паранормальних явищ
- Чейз В. Діллон — Тревіс, син Геббі
- Розаріо Довсон[2] у ролі Габбі, матері-одина
- Оуен Вілсон[2] — Кент, священик
- Тіффані Геддіш[2] у ролі екстрасенса Гаррієт
- Денні Девіто в ролі Брюса, професора історії коледжу
- Джеймі Лі Кертіс — мадам Леота[2]
- Хасан Мінхадж[2]
- Ден Леві[3]
- Джаред Лето — Алістер Крамп/Привид капелюшної коробки[4]
- Вайнона Райдер[3]

## Прем'єра
Вихід фільму запланований на 28 липня 2023 року Раніше планувався вихід на 10 березня 2023 року, а потім на 11 серпня 2023 року

### Маркетинг
28 квітня 2022 року під час заходу CinemaCon 2022 було представлено логотип фільму. Пишучи для Collider, Гіларі Ремлі відзначила схожість його шрифту з не надто привабливим парканом. На виставці D23 Expo 2022 року також показали відеоролик фільму.
1 березня 2023 року було оприлюднено тизерний постер, а прем'єру тизерного трейлера було оголошено наступного дня. Брітта ДеВоре з Collider сказала, що це виглядало «відповідно до улюбленої атракціоном фанів», посилаючись на портретний коридор. Поряд з трейлером 2 березня 2023 року було випущено другий постер